# Maison Cavendish

Armes de la famille Cavendish

La famille Cavendish est une famille noble britannique. La branche aînée possède le titre principal, depuis 1694, de duc de Devonshire. Une branche cadette possède le titre de baron Chesham depuis 1858.
La famille a possédé le titre de duc de Newcastle de 1665 à 1691.
Les Cavendish descendent de John Cavendish, juge, lynché par la foule pendant la révolte des paysans de 1381.

## Comte de Devonshire (1603)
- 1618-1626 : William Cavendish (1552-1626) ;
- 1626-1628 : William Cavendish (1591-1628), fils du précédent ;
- 1628-1684 : William Cavendish (1617-1684), fils du précédent ;
- 1684-1707 : William Cavendish (1640-1707), fils du précédent.

## Duc de Devonshire (1694)
- 1694-1707 : William Cavendish (1640-1707) ;
- 1707-1729 : William Cavendish (1673-1729), fils du précédent ;
- 1729-1755 : William Cavendish (1698-1755), fils du précédent ;
- 1755-1764 : William Cavendish (1720-1764), fils du précédent ;
- 1764-1811 : William Cavendish (1748-1811), fils du précédent ;
- 1811-1858 : William Cavendish (1790-1858), fils du précédent et de Georgiana Spencer ;
- 1858-1891 : William Cavendish (1808-1891), 2e comte de Burlington, cousin germain du précédent ;
- 1891-1908 : Spencer Cavendish (1833-1908), fils du précédent ;
- 1908-1938 : Victor Cavendish (1868-1938), neveu du précédent ;
- 1938-1950 : Edward Cavendish (1895-1950), fils du précédent et Evelyn Cavendish ;
- 1950-2004 : Andrew Cavendish (1920-2004), fils du précédent ;
- depuis 2004 : Peregrine Cavendish (né en 1944), fils du précédent et Deborah Mitford ;

L'héritier apparent est William Cavendish (né en 1969) suivi par James Cavendish (né en 2010).

## Duc de Newcastle-upon-Tyne, première création (1665)
William Cavendish reçoit le titre de vicomte Mansfield en 1620 puis celui de comte de Newcastle-upon-Tyne en 1628 avec le titre subsidiaire de baron Cavendish de Bolsover. En 1643, il est créé marquis de Newcastle-upon-Tyne, et finalement duc de Newcastle-upon-Tyne en 1665.
- 1665-1676 : William Cavendish (ca 1593-1676) ;
- 1676-1691 : Henry Cavendish (1630-1691), fils du précédent.

Son fils hérita de tous ces titres de la pairie d'Angleterre mais s'éteignirent à sa mort en 1691.

### Rameau Cavendish-Bentinck

Armes des ducs de Portland, représentant la famille Bentinck et la famille Cavendish.

Margaret Harley transmet à son fils William Cavendish-Bentinck, 3e duc de Portland, le patronyme de son arrière-grand-père, Henry Cavendish. En effet, Henry Cavendish, sans héritier mâle et transmettant tout son patrimoine à sa fille Margaret Cavendish (1661-1716) a permis à son mari d'obtenir le titre de comte de Newcastle, et explique pourquoi ses descendants par les femmes portent le patronyme de Cavendish.
Ce rameau comporte des membres notoires :
- William Cavendish-Bentinck (1738-1809) : 3e duc de Portland et Premier ministre de Grande-Bretagne en 1783, et Premier ministre du Royaume-Uni de 1807 à 1809 ;
- William Cavendish-Bentinck (1774-1839) : gouverneur général des Indes ;
- Cecilia Nina Cavendish-Bentinck (1862-1938) : comtesse de Strathmore et Kinghorne, grand-mère maternelle de la reine Élisabeth II, ainsi que sa marraine.

## Barons Chesham (1858)
- Charles Compton Cavendish, 1er Baron Chesham (1793–1863)
- William George Cavendish, 2nd Baron Chesham (1815–1882)
- Charles Compton William Cavendish, 3e Baron Chesham (1850–1907)
- John Compton Cavendish, 4e Baron Chesham (1894–1952)
- John Charles Compton Cavendish, 5e Baron Chesham (1916–1989)
- Nicholas Charles Cavendish, 6e Baron Chesham (1941–2009)
- Charles Grey Compton Cavendish, 7e Baron Chesham (1974)

L’héritier apparent est l'honorable Oliver Nicholas Bruce Cavendish (né en 2007).